# Go-Tsuchimikado
L'empereur Go-Tsuchimikado (後土御門天皇, Go-Tsuchimikado Tennō, 3 juillet 1442 – 21 octobre 1500) est le 103e Empereur du Japon, selon l'ordre traditionnel de la succession, et règne du 21 août 1464 à sa mort.
Son nom personnel est Fusahito (成仁). Son nom posthume lui a été donné en mémoire de celui de l'empereur Tsuchimikado (on peut traduire le préfixe Go-, 後, par « postérieur », ce qui donne donc « Empereur Tsuchimikado postérieur ».)

## Généalogie
Il est le fils aîné de l'empereur Go-Hanazono. Sa mère est Ōinomikado (Fujiwara) Nobuko (大炊御門（藤原）信子), fille de Fujiwara no Takanaga (藤原高長).

### Épouses et descendance
- Niwata (Minamoto) Asako (庭田（源）朝子?), dame de la cour : 
  - fils aîné : Prince impérial Katsuhito (勝仁親王?), futur empereur Go-Kashiwabara
  - second fils : prince impérial ?? (尊敦親王?)
- Kajūji (Fujiwara) Fusako (勧修寺（藤原）房子?), dame de la cour : 
  - troisième fils : Princesse ?? (応善女王?)
  - troisième fils : Prince ?? (仁尊法親王?) (Prêtre bouddhiste)
  - quatrième fils : Imawaka-no-miya (今若宮?)
- Kasannoin (Fujiwara) ?? (花山院（藤原）兼子?), consort :
  - première fille : ?? (大慈光院宮?)
  - seconde fille : princesse Tomonobu ?? (知円女王?)
  - quatrième fille : princesse Michihide (理秀女王?)

## Biographie
Go-Tsuchimikado accède au trône le 21 août 1464 après l'abdication de son père, l'empereur Go-Hanazono. Peu après son accession au trône, la guerre d'Ōnin éclate. Les combats les plus violents ont lieu dans la capitale, Kyōto, et des temples, des sanctuaires, et des manoirs de nobles, entre autres, sont détruits par les flammes. Les finances de la cour impériale s'assèchent, et la cour décline.
Après la fin de la guerre, il n'y a que peu d'enthousiasme pour ressusciter les anciennes cérémonies de la cour. Le 21 octobre 1500, l'empereur meurt mais son successeur Go-Kashiwabara manque de fonds pour payer la cérémonie et le corps de l'empereur repose durant un mois dans une réserve du palais, avant qu'une donation soit faite à la cour et que la cérémonie funéraire puisse avoir lieu.

## Èresde son règne
- Ère Kanshō (1460-1466)
- Ère Bunshō (1466-1467)
- Ère Ōnin (1467-1469)
- Ère Bunmei (1469-1487)
- Ère Chōkyō (1487-1489)
- Ère Entoku (1489-1492)
- Ère Meiō (1492-1501)